# 議會房屋

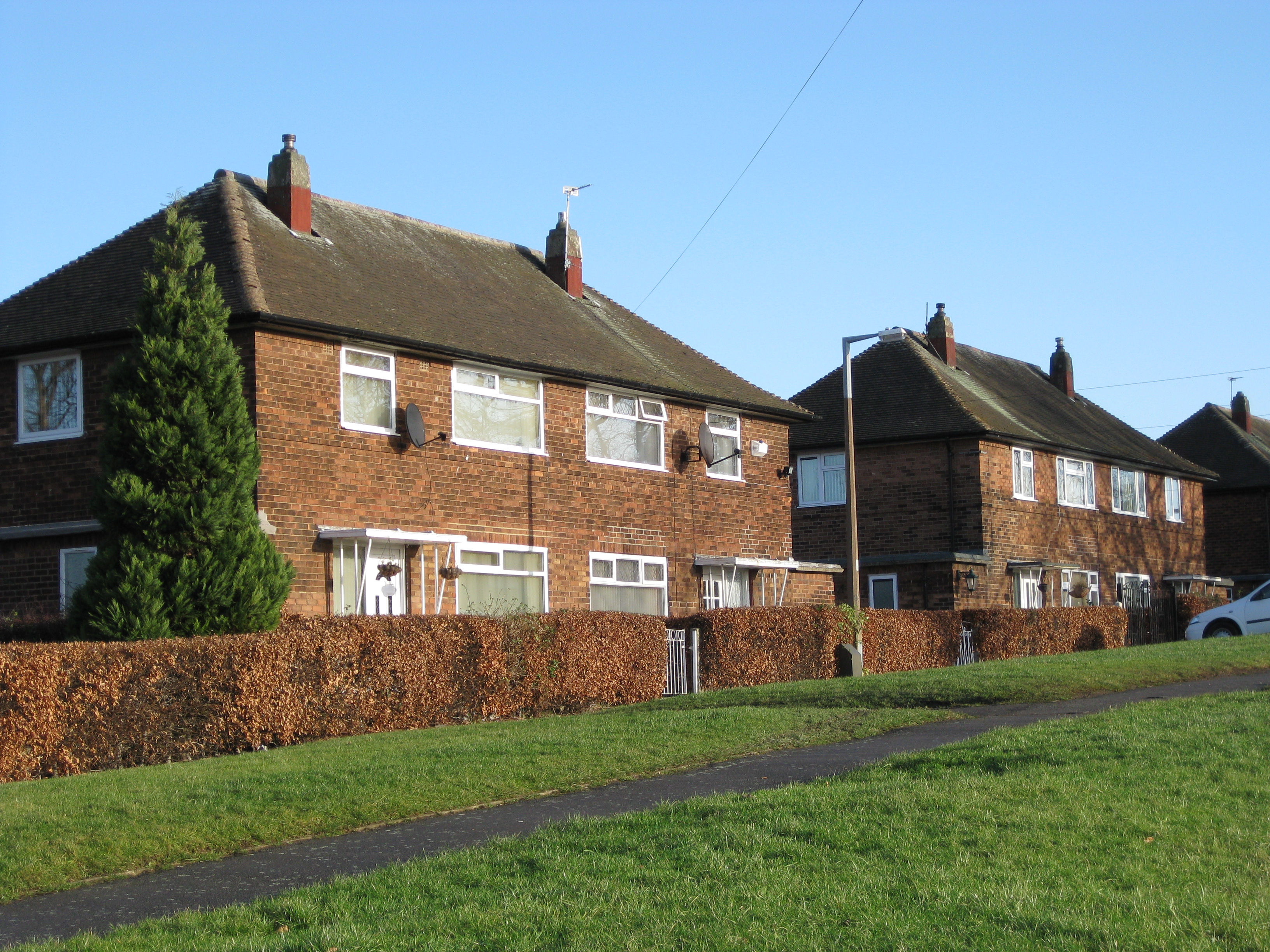
西约克郡利兹的議會房屋

議會房屋（英語：council house）是一種位於英國，由當地地方政府開發的公共房屋。公屋屋邨可以是一系列議會房屋以及其他如學校或者商鋪結合的群體。根據《1919年房屋法案》，英國從1919年開始興建議會房屋，直到1980年代開始逐漸減少。